# Arcillera
Arcillera est un petit village de la province de Zamora, en Espagne, proche de la frontière avec le Portugal.
Un trésor celtique de bijoux en argent et de deniers datant d'environ 20 av. J.-C. a été découvert à Arcillera au début du XXe siècle. Il est principalement conservé dans les collections du British Museum.